# Hector France

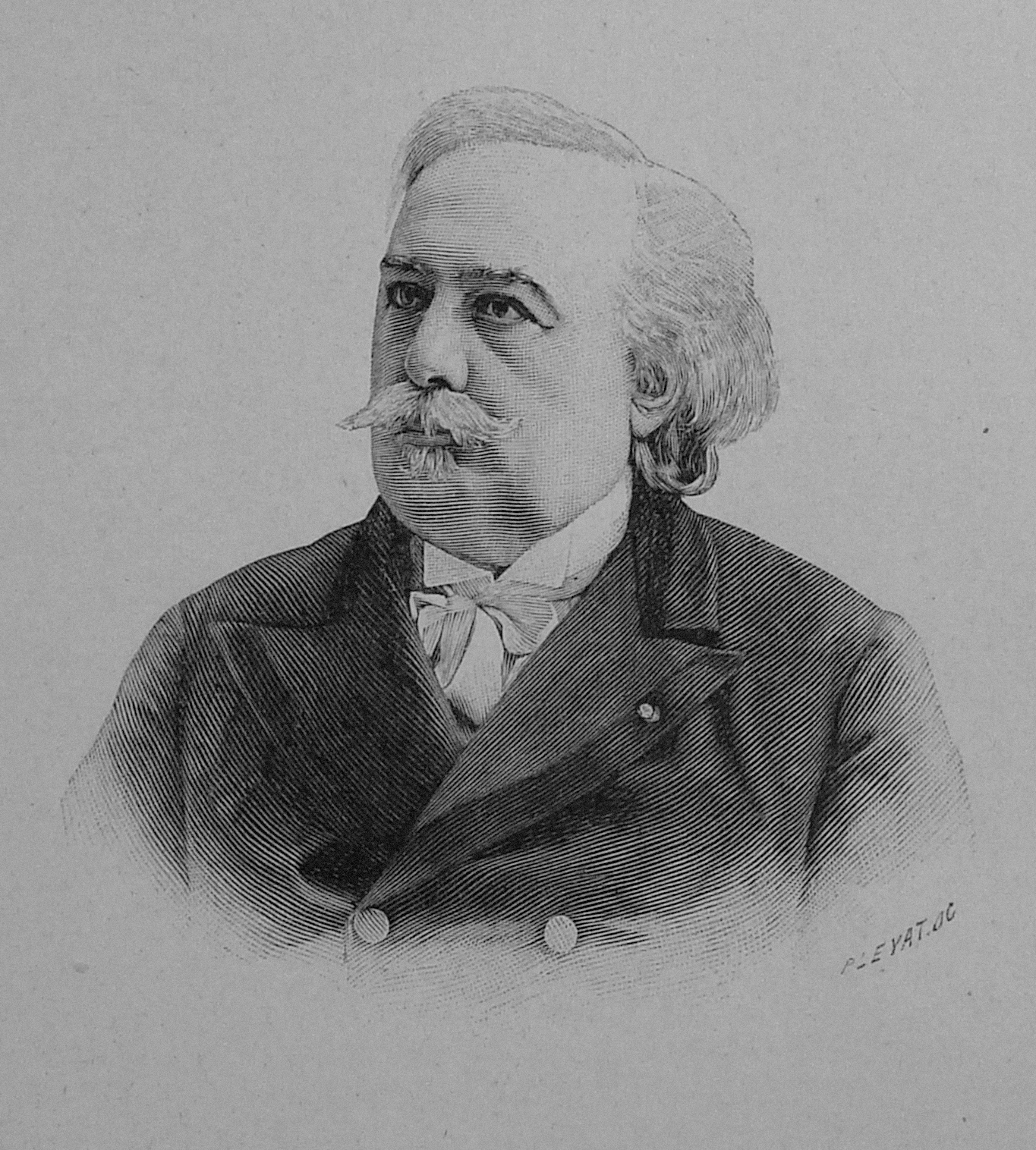
Hector France im Jahr 1902

Hector France (* 5. Juli 1837 in Mirecourt; † 19. August 1908 in Rueil-Malmaison) war ein französischer Schriftsteller.
1881 veröffentlichte er sein berühmtestes Werk,  „Sous le Burnous“ (Unter dem Burnus), das einige Illustrationen von Édouard-Henri Avril enthält. Das Stück wurde von Alfred Allinson als „Musk Hashish and Blood“ ins Englische übersetzt.

## Werke
- L’Amour au pays bleu (1880)
- Le Péché de sœur Cunégonde (1880)
- Les Cent Curés paillards (1883)
- Marie Queue-de-Vache (1883)
- Les Va-nu-pieds de Londres (1883)
- Le Roman du curé (1884)
- La Pudique Albion. Les Nuits de Londres (1885)
- Sous le burnous (1886)
- L’Armée de John Bull (1887)
- Ketty Culbute (1887)
- Sac au dos à travers l’Espagne (1888)
- La Vierge russe (1893)
- Dictionnaire de la langue verte. Archaïsmes, néologismes, locutions étrangères, patois (1890)
- Roman d'une jeune fille pauvre 1896
- «Les Mystères du monde», von Hector France, Fortsetzung und Ende «Mystères du peuple», von Eugène Sue. (1898)
- L’Outrage (1900)
- Croquis d'outre-Manche (1900)
- Au pays de Cocagne, principauté de Monaco (1902)
- Musk, Hashish and Blood (1902)

| Personendaten    | Personendaten                |
| ---------------- | ---------------------------- |
| NAME             | France, Hector               |
| KURZBESCHREIBUNG | französischer Schriftsteller |
| GEBURTSDATUM     | 5. Juli 1837                 |
| GEBURTSORT       | Mirecourt                    |
| STERBEDATUM      | 19. August 1908              |
| STERBEORT        | Rueil-Malmaison              |